# Alfred (Dvořák)
Alfred és una òpera heroica en tres actes del compositor txec Antonín Dvořák. Va ser la seva primera òpera i l'única que va compondre amb un text alemany. El llibret, de Carl Theodor Körner i que ja havia estat utilitzat per Friedrich von Flotow (com a Alfred der Große), està basat en la història del rei anglès Alfred el Gran. Composta el 1870, Alfred mai es va dur a terme durant la vida de Dvořák. Va ser estrenada (en la traducció txeca) al Teatre Municipal d'Olomouc el 10 de desembre de 1938.
No se sap gaire sobre la gènesi d'aquesta primera òpera de Dvořák, escrita pel jove compositor als vint-i-nou anys quan ja feia vuit anys que era violinista de l'orquestra del Teatre Provisional de Praga.
Dvořák no es va preocupar gaire per l'estrena d'aquesta òpera. L'obertura es va interpretar el 4 de gener de 1905, després de la mort de l'autor i el 6 de febrer de 1938 es van representar alguns fragments de l'òpera en alemany. El 10 de desembre es va estrenar la versió txeca completa al Teatre Municipal d'Olomouc.

## Enregistraments
- Alfred - Petra Froese (Alvina, soprano), Ferdinand von Bothmer (Harald, tenor), Felix Rumpf (Alfred, baríton), Jörg Sabrowski (Gothron, baríton), Orquestra Simfònica de Radio Praga, director Heiko Mathias Förster. ArcoDiva 2014